# Hieronymus Vietor

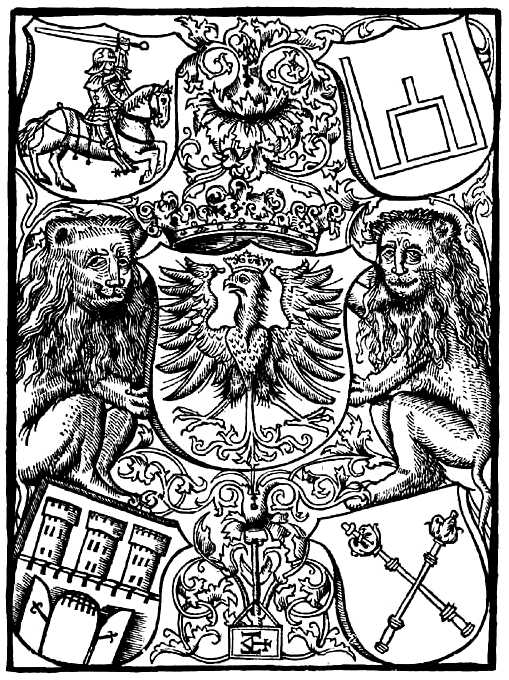
Részlet Georg Ebner: Dialógus Philosophie de Ritu omni verborum venustate editus c. munkájából, melyet Hieronymus Vietor nyomtatott ki Bécsben, 1513-ban.

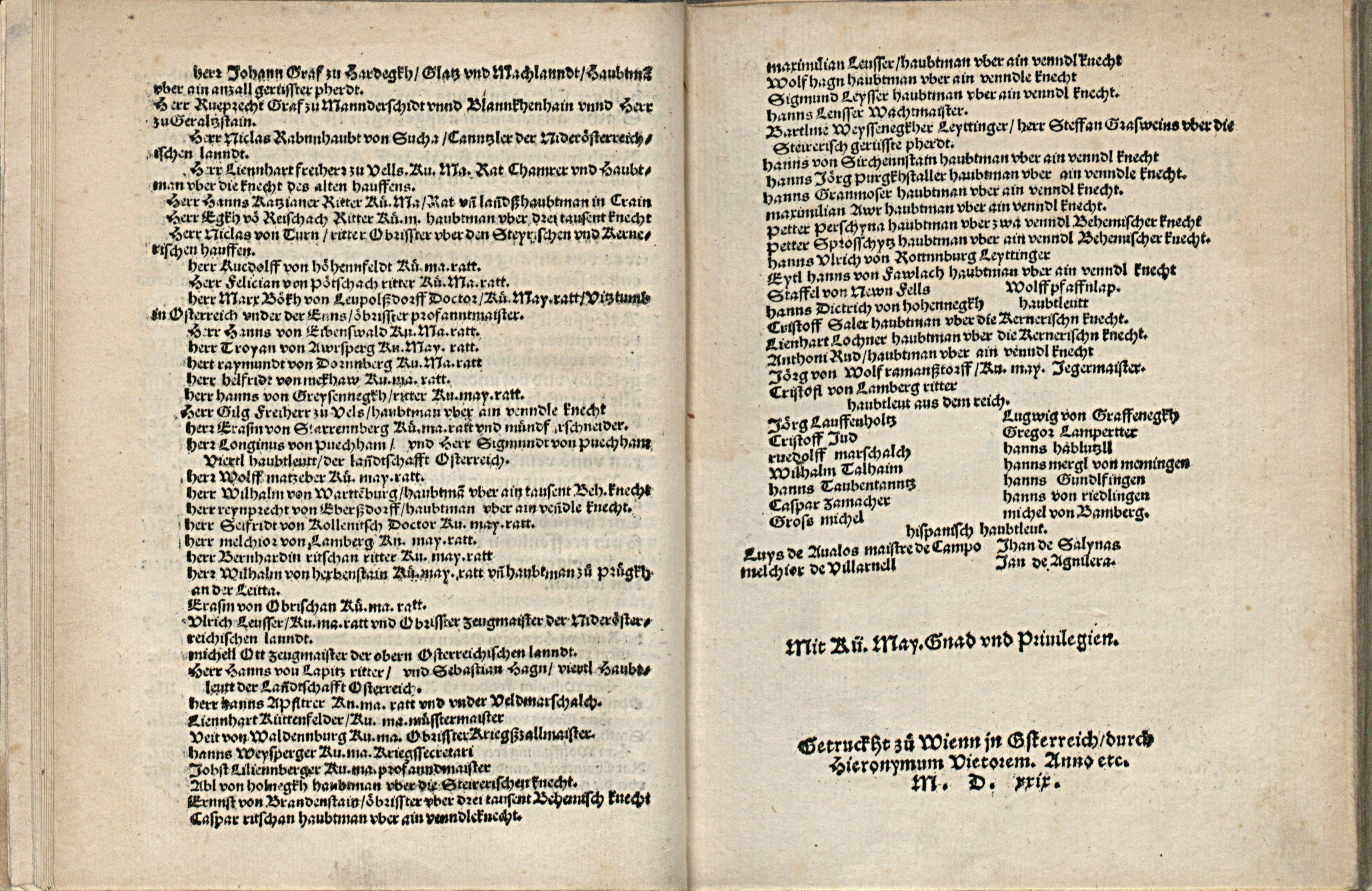
Egy Hieronymus Vietor által kinyomtatott könyv részlete

Hieronymus Vietor (Lubomierz, 1480 körül – Krakkó, 1546 vége, 1547 eleje körül) – nyomdász, könyvkiadó. Ő tekinthető az egyik legfontosabb korai könyvnyomtatónak Lengyelországban. Ismert még Hieronymus Philovallensis (Latin neve szülőfalujában, Lubomierzben/Liebenthal) vagy Hieronymus Doliarius, vagy lengyelül Hieronim Wietor néven.

## Élete
Hieronymus Vietor 1480 körül született az alsó-sziléziai Liebenthalban, ma Lubomierz. 1497-ben immatriculated volt a Jagelló Egyetemen Krakkóban. Könyvkötőként dolgozott és kereskedelmet, művészetet és könyvnyomtatást tanult valószínűleg Johannes Haller nyomdájában. 1505-ben már az ő neve is szerepelt Krakkó könyvkötőinek listáján.
1508-ban Bécsbe költözött, ahol egy évig Johannes Winterburger nyomdájában dolgozott. 1510-ben nyitotta meg saját nyomdáját, az első munkája Joachim Vadian kiadása parvulus philosophie Naturalis Petrus Dresdensis, melyet 1510 augusztus 16-án fejezett be. 1510 szeptemberétől 1514 decemberéig Vietor Johannes Singriener könyvnyomtatóval közösen dolgozott. Ezt követően ismét saját nyomdával dolgozott, 1516-ban a Weihenburggassen található volt Bécsben. Azonban bécsi pályafutása során is fenntartotta a kapcsolatot Krakkóval, mint például Markus Scharffenberg könyvkereskedővel is. 1517-ben visszatért Krakkóba, ahol megnyitotta saját nyomdáját is.
Az első nyomtatott könyve az új krakkói boltjában Querela Pacis Rotterdami Erasmus, amely 1518 március 30-án jelent meg Markus Scharffenberg könyvesboltjában. 1523-ban vagy 1524 elején Vietor királyi nyomtatási kiváltság királytól kapott, 1527-ben pedig királyi nyomtatónak is kinevezték.
Akkoriban heves nyomdai verseny bontakozott ki Krakkóban Vietor és más nyomtatók között a nyomtatási jogokat illetően többször is. 1527-ben azonban Vietornak sikerült megszereznie a nyomtatási kiváltságot naptárak nyomtatására tíz évre. 
1533-ban elkészíti az első teljesen magyar nyelvű könyvet (Komjáti Benedek: Szent Pál levelei magyar nyelven), elindítva a magyar könyvnyomtatást Krakkóban. 
1536-ban Vietor összeütközésbe került a katolikus egyházzal is. A humanista Vietor ugyanis nyitott volt az új ötletekre, és nem félt közzétenni az újdonságokat, köztük az új vallási eszméket is, bár ő maga soha nem volt nyíltan protestáns. Megvádolták, és letartóztatták, azért, mert importált és forgalmazott "eretnek" könyveket és képeket és ezzel "sértette" az Egyházat. Később azonban minden esetben sértetlenül jött ki a vádakból.
Vietor halála időpontja pontosan nem ismert, de valószínűleg 1546 szeptember 25 körül lehetett lehetett, mivel 1547 március 21-én feleségét már mint egy özvegyet említették.
Vietor kétszer nősült. Az első felesége Apolonia volt kitől született egy fia, ki még gyermekként meghalt. Első felesége halála után második felesége Barbara volt, kitől öt lánya született, de  közülük négy még gyermekkorában szintén meghalt.
Vietor volt a legtermékenyebb könyvnyomtató. Az általa kinyomtatott legtöbb mű latin volt, de számos többnyelvű mű (latin, lengyel, német) is kikerült innen. Vietor kinyomtatta a Bibliát is lengyel nyelven, de számos humanista munka, például a Rotterdami Erasmus, és számos lengyel nyelvtan és szótár is készült nyomdájában.
Az általa készített nyomatok kiváló minőségűek voltak; nagyon jó betűtípusokkal rendelkezett, beleértve a görögöt is, kottákat is nyomtatott.